# Norsk Hydro

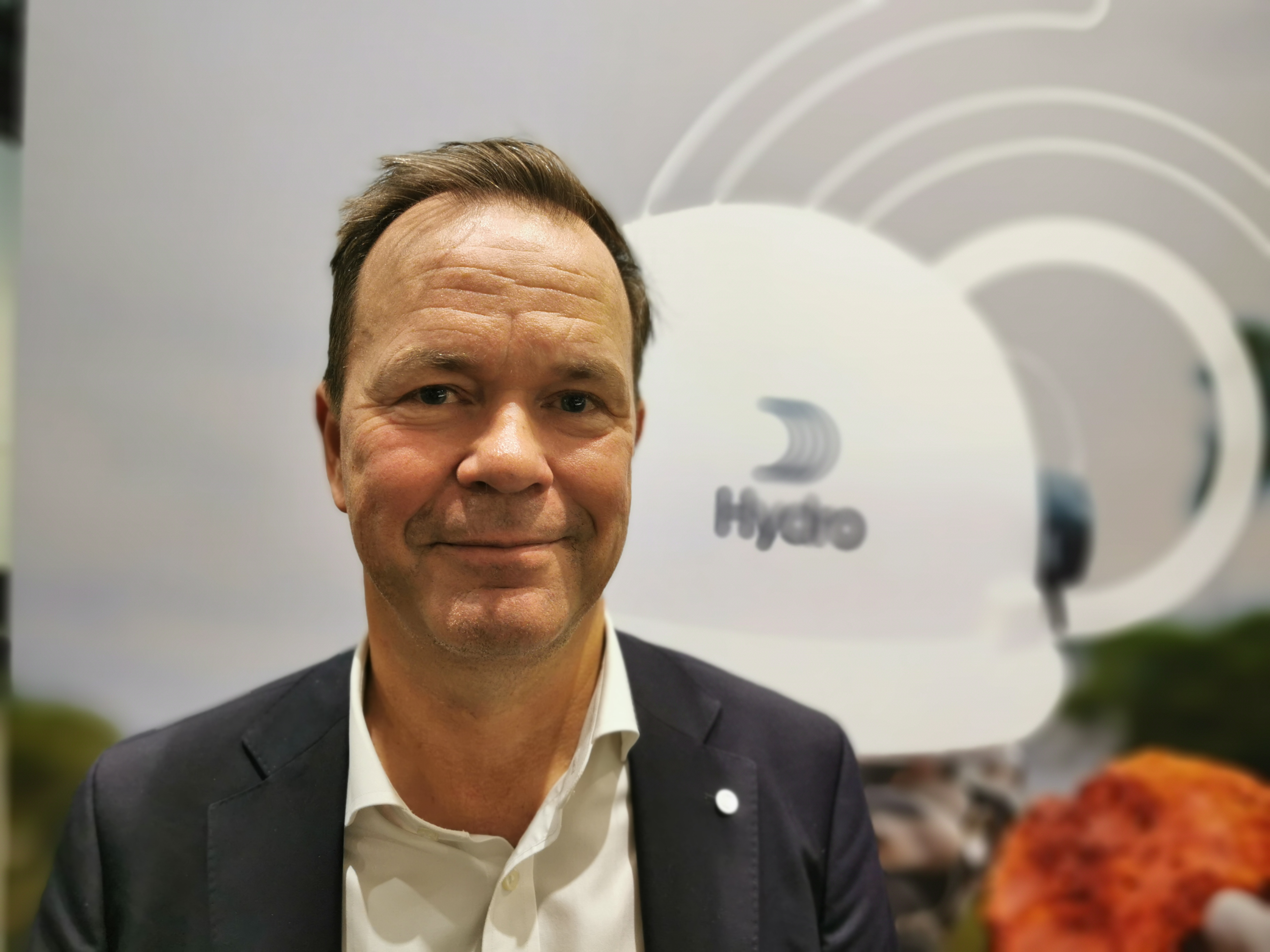
Eivind Kallevik at ALUMINUM 2024

Norsk Hydro est un groupe norvégien spécialisé dans la production, le raffinage, la fabrication et le recyclage de produits en aluminium dont le siège est à Oslo. Ne représentant que 5 % de son activité[précision nécessaire], il est tout de même le deuxième producteur d'énergie de la Norvège.
Norsk Hydro est présent dans 40 pays sur les 5 continents et emploie environ 35 000 employés. La Norvège détient 34,3 % du capital de la société.
Jusqu'en 2007, ses activités comprenaient le secteur du pétrole et du gaz.

## Histoire

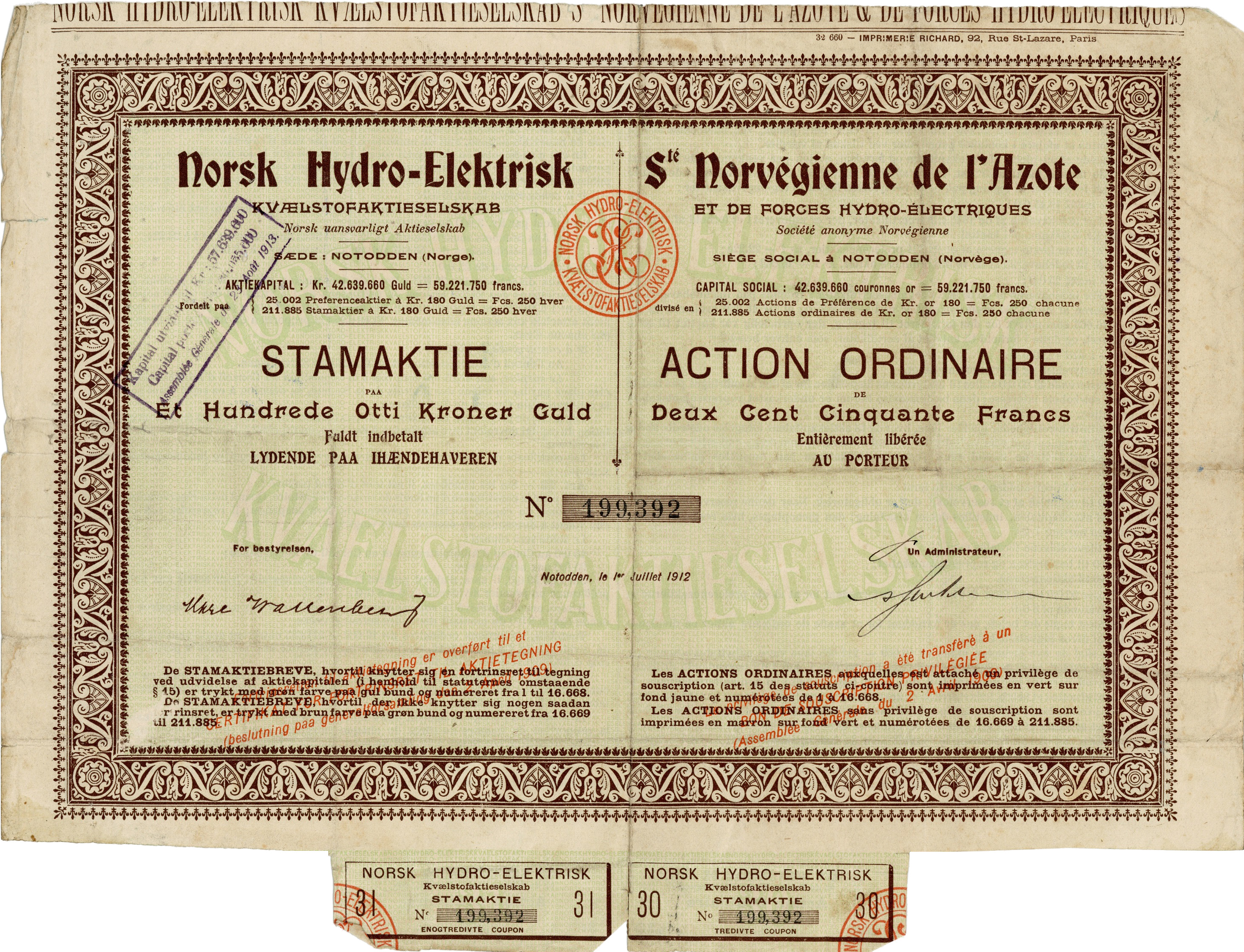
Action de la Norsk Hydro (Société Norvégienne de l'Azote et de Forces Hydro-Electriques) de 180 Kr. or = 250 francs, émise le 1er juillet 1912 à Notodden, signée en original par Knut Agathon Wallenberg pour le conseil des directeurs

La compagnie a été fondée le 2 décembre 1905 par Samuel Eyde, en exploitant une nouvelle technologie pour produire des engrais chimiques en fixant l'azote à partir de l'air (procédé Birkeland-Eyde). La technologie avait été développée par le scientifique norvégien Kristian Birkeland. Sa première centrale à énergie hydraulique a été construite à Notodden, puis à Rjukan et Tinn.
En 1934, Norsk Hydro construit à Vemork, en Norvège, la première installation de production d'eau lourde commerciale, d'une capacité de 12 tonnes par an.
En février 1940, sur demande du Collège de France, Raoul Dautry envoya une mission secrète en Norvège pour récupérer le stock d'eau lourde détenu par la société Norsk Hydro. La mission est confiée à Jacques Allier, un fondé de pouvoir de la banque Paribas qui entretenait des liens étroits avec l'entreprise qui s'appelait alors la Société norvégienne de l’azote et de forces hydroélectriques (l'eau lourde était un sous-produit de la production d'engrais azoté).
Au cours des années 60, les usines de Pardies et Gonfreville-l'Orcher sont construites et mises en service pour la division Hydro Agri. 

### Histoire récente
En 1999, Norsk Hydro acquiert une autre firme norvégienne pétro-gazière, Saga Petroleum, au détriment d'Elf Aquitaine qui en possédait une partie. En 2002, elle acquiert auprès d'E.ON le principal producteur allemand d'aluminium, VAW Aluminium pour 3,1 milliards d'euros. La même année, elle avait aussi fait l'acquisition du groupe Technal.
Les activités d'Hydro Agri ont été cédées lors de la création de Yara International, une entité séparée spécialisée dans les fertilisants le 26 mars 2004. Toutes les actions de Yara International ont été distribuées à ses actionnaires, Norsk Hydro n'a donc plus aucune implication dans Yara International.
Le rachat de la division pétrolière du groupe par Statoil est annoncé en décembre 2006, donnant naissance à StatoilHydro. Hydro devient alors spécialisé dans l'aluminium et les métaux légers.
En juillet 2006, la société aurait voulu se départir de sa filiale Hydro Magnesium, celle-ci étant devenue moins rentable, mais a refusé de vendre ses installations de Bécancour, Canada, la plus grande usine de production de magnésium primaire au monde. Cette usine a fermé ses portes en 2008.
En 2009, Norsk Hydro a deux activités principales, aluminium et énergie. Le groupe est le troisième plus grand groupe d'aluminium au monde.
En novembre 2013, Vale annonce la vente de ses actions dans Norsk Hydro, qu'il détient à 26,1 %, actions qu'il avait acquises en 2011, lors de la vente de ses activités d'alumine et de bauxite pour 4,9 milliards de dollars.
En juillet 2017, Norsk Hydro annonce l'acquisition pour 3,2 milliards de dollars des 50 % qu'il ne possède pas dans Sapa Group, une co-entreprise ayant 22 400 employés, participation qui appartenait à Orkla.
En mars 2021, Norsk Hydro annonce la vente de sa filiale Rolling, spécialisée dans la mise en forme pour la consommation de l'aluminium, pour 1,38 milliard d'euros à un fonds d'investissement.
En août 2022, Norsk Hydro annonce fermer à partir de fin septembre la fonderie d'aluminium Slovalco, en Slovaquie, à cause des prix de l'électricité trop élevés, notamment dus aux sanctions émises contre la Russie depuis fin février 2022. L'aluminium est l'un des métaux le plus énergivores à produire.

## Activités
La division aluminium est subdivisée en quatre secteurs principaux : métal primaire, produits métalliques, produits laminés et extrusion.
Norsk Hydro est présent en France dans différentes usines : Technal à Toulouse (extrusion), Wicona France à Courmelles (aisne), à Lyon (extrusion) et Sapa à Puget-sur-Argens, Hydro Aluminium Extrusion France à Lucé, à Albi, à Pinon et à Châteauroux, leader du marché en filage d'aluminium (extrusion), Hydro Edex à Lucé (extrusion), Hydro Aluminium Extrusion Service à Lucé (produits métalliques).

## Président-directeur général
- 1905–1917 Sam Eyde
- 1918–1926 Harald Bjerke
- 1926–1941 Axel Aubert
- 1941–1956 Bjarne Eriksen
- 1956–1967 Rolf Østbye
- 1967–1977 Johan B. Holte
- 1977–1984 Odd Narud
- 1984–1991 Torvild Aakvaag
- 1991–2001 Egil Myklebust
- 2001–2009 Eivind Reiten
- 2009–2019 Svein Richard Brandtzæg
- 2019-aujourd'hui Hilde Merete Aasheim

## Actionnaires
Liste des principaux actionnaires au 19 février 2022 :
| Actionnaire                                      | %      |
| ------------------------------------------------ | ------ |
| État norvégien (en)                              | 34,3 % |
| Folketrygdfondet (no)                            | 6,89 % |
| Capital Research & Management (World Investors)  | 3,38 % |
| The Vanguard Group                               | 1,82 % |
| DNB Asset Management                             | 1,70 % |
| Storebrand Asset Management                      | 1,24 % |
| Capital Research & Management (Global Investors) | 1,20 % |
| BlackRock Investment Management (UK)             | 1,18 % |
| DWS Investments (UK)                             | 1,14 % |
| Antipodes Partners                               | 1,10 % |

## Pollution
Un documentaire de Bert Ehgartner diffusé sur Arte en 2013, montre les effets sur l’environnement des activités Norsk Hydro sur un site au Brésil.
En 2018, les autorités brésiliennes accusent l'entreprise d'avoir contaminé l'eau de la ville de Barcarena avec des résidus de bauxite. Selon un institut du ministère de la Santé publique, l'incident fait « courir des risques aux pêcheurs et aux communautés vivant dans l'Amazone, l'eau qu'ils boivent et dans laquelle ils se baignent présentant des niveaux élevés d'aluminium et de métaux lourds »
Les autorités brésiliennes infligent une amende de 5 millions d'euros à Norsk Hydro en mars 2018, accusé de provoquer des dégâts environnementaux dans le nord du Brésil avec son usine d'alumine Alunorte. Une décision de justice ordonne également la réduction de 50 % de la production de cette usine.